# Адамович, Ненад
Не́над Ада́мович (серб. Ненад Адамовић; род. 12 января 1989, Аранджеловац, Шумадия и Поморавье) — сербский футболист, полузащитник клуба «Бежания».

## Карьера

### Клубная
Футбольную карьеру начинал в клубе «Караджордже» из родного города Топола.
Ненад Адамович прошёл футбольную школу белградского «Партизана», однако не сыграл ни одного матча за основную команду. После играл преимущественно в высшей лиге чемпионата Сербии за «Телеоптик», «Металац» и Смедерево. В 2012 году подписал контракт с «Хайдуком» (Кула).
Летом 2013 года перешел в минское «Динамо» вместе с Лазарем Веселиновичем. В сезоне 2014 с 8 забитыми мячами стал лучшим бомбардиром команды в чемпионате Белоруссии (столько же и у Игоря Стасевича). В сезоне 2015 забил победный мяч в ворота чешской «Виктории» (1:0) в матче группового этапа Лиги Европы. Сыграл 12 матчей на групповом этапе Лиги Европы (6 — в сезоне 2014/15, 6 — в сезоне 2015/16). Был включён в символическую сборную чемпионата Белоруссии 2015 (команда Б).
12 июля 2016 Ненад покинул столичный клуб, отыграв за него 4 сезона. За всё время полузащитник провёл 124 матча в различных турнирах, в которых забил 24 гола. Количество забитых мячей стало рекордным среди всех легионеров, выступавших за минское «Динамо». Причиной расставания стала сложная финансовая ситуация в клубе: «Динамо» предлагало футболисту новый контракт с существенно меньшей заработной платой, но Адамович отверг предложение.
В качестве свободного агента подписал контракт с израильским «Маккаби» (Петах-Тиква). Следующий сезон провёл за сербский клуб «Чукарички». Снова выступал в Белоруссии в составе «Витебска».
В январе 2019 года подписал контракт с казахстанским клубом «Жетысу» из Талдыкоргана.
В мае 2022 года появилась информация, что игрок подпишет контракт с гродненским «Неманом». 10 мая 2022 года подписал контракт с гродненским клубом. Дебютировал за клуб 15 мая 2022 года в матче против дзержинского «Арсенала», где также забил свой дебютный гол.
В декабре 2022 года по окончании контракта покинул белорусский клуб и присоединился на правах свободного агента к сербскому клубу «Младост».

### В сборной
Во времена выступлений за «Партизан» привлекался в юношеские сборные Сербии. В 2007 году был в составе Сборной Европы (состоявшей из лучших молодых игроков до 18 лет) на Кубке Меридиана. Тогда сборная Европы в двух матчах была сильнее Африки (6:1, 4:0).

## Достижения
«Динамо» (Минск)
- Серебряный призёр чемпионата Белоруссии (2): 2014, 2015
- Бронзовый призёр чемпионата Белоруссии: 2013